# Hermann Gerhard Müller
Hermann Gerhard Müller (* 12. April 1803 in Brake; † 22. April 1881 ebenda) war Kaufmann, Bürgermeister und Mitglied des Reichstags des Norddeutschen Bundes.

## Leben
Müller kam als Sohn des Braker Kaufmanns Hermann Gerhard Müller (ca. 1769–1829) und dessen erster Ehefrau Johanne Dorothee Sophie geb. Claussen († 1810) zur Welt. Er besuchte das Alte Gymnasium in Oldenburg und studierte von 1826 bis 1828 Rechtswissenschaften an den Universitäten Heidelberg und Leipzig. Während seines Studiums wurde er 1826 Mitglied der Alten Heidelberger Burschenschaft. Nach seinem Studium übernahm er von seinem gleichnamigen Vater zunächst gemeinsam mit seinem Bruder, ab 1834 als alleiniger Inhaber, ein Landhandelsgeschäft. Später besaß er zusätzlich auch eine Reederei in Brake. Ferner war er Kirchspielsbeigeordneter und Ortsvorsteher der Gemeinde Hammelwarden. Am 27. März 1856 wurde er zum Bürgermeister von Brake gewählt, dessen Eisenbahnanschluss er 1873 mit dem Bau der Bahnstrecke von Hude nach Brake erreichte. Das Amt des Bürgermeisters behielt er bis zu seinem Tod.
1867 war Müller, der politisch der nationalliberalen Bewegung nahestand, Mitglied des Konstituierenden Reichstags des Norddeutschen Bundes für den Reichstagswahlkreis Großherzogtum Oldenburg 2 (Jever, Brake, Westerstede, Varel) und die Nationalliberale Partei. Bei den Reichstagswahlen im Sommer 1867 lehnte er jedoch eine erneute Kandidatur ab und konzentrierte sich auf die Kommunalpolitik.